# João Batista Barreto Lubanco
João Batista Barreto Lubanco (Campos dos Goytacazes, 12 de fevereiro de 1929 - Nova Iguaçu, 6 de junho de 2018) foi um advogado e político brasileiro. 
Formado pelo curso de direito na Faculdade de Direito do Catete (Universidade Federal do Rio de Janeiro) em 1954. Foi interventor  de São João de Meriti, nomeado pela ditadura militar, em 1970, permanecendo até 1971.
Nas eleições de 1972 foi eleito vice-prefeito de Nova Iguaçu, pela ARENA, com a chapa encabeçada por Joaquim de Freitas. Em 1975, com a renúncia do então  prefeito, Lubanco assumiu a chefia do executivo, cargo que ocupou até 1977.
Em sua administração construiu a primeira pista de skate de América Latina, inaugurada em 1976, e desapropriou a Fazenda São Bernardino, marco da arquitetura colonial do Brasil, e expulsou seus moradores e proprietários (família Gavazzoni). Após a desapropriação e desalojamento dos proprietários, a fazenda ficou abandonada e foi incendiada na administração do prefeito Paulo Leone, a fim de que sua restauração não fosse demandada.
Foi também deputado estadual do Rio de Janeiro de 1978 a 1982.
João Batista Barreto Lubanco morreu no dia 06 de junho de 2018.